# Durs Grünbein
Durs Grünbein (ur. 9 października 1962 w Dreźnie) – niemiecki poeta, eseista i tłumacz.

## Życiorys
Grünbein studiował teatrologię na Uniwersytecie Humboldta w Berlinie. W roku 1987 przerwał studia, a następnie współpracował z różnymi czasopismami. Po przemianach w roku 1989 podróżował po Europie, południowo-wschodniej Azji i USA. Był gościem Wydziału Germanistyki New York University, Dartmouth College i Villa Aurora w Los Angeles.
Grünbein jest członkiem Akademie der Künste w Berlinie, Deutsche Akademie für Sprache und Dichtung, Freie Akademie der Künste w Hamburgu, Freie Akademie der Künste zu Leipzig i Sächsische Akademie der Künste. Od 2005 jest profesorem poetyki na Kunstakademie Düsseldorf, a od 2008 członkiem Ordens Pour le Mérite für Wissenschaft und Künste w Berlinie.
Podczas semestru zimowego 2007/08 był profesorem wizytującym (Gastprofessor) w Uniwersytecie Heinricha Heinego w Düsseldorfie, w 2009 stypendystą Villa Massimo w Rzymie. W semestrze zimowym 2009/2010 prowadził wykłady w ramach wykładów z poetyki we Frankfurcie.

## Wyróżnienia
- 1992: Nagroda literacka miasta Bremy
- 1992: Nagroda literacka miasta Marburg
- 1993: Nagroda Poetycka im. Nicolasa Borna
- 1995: Nagroda im. Petera Huchela
- 1995: Nagroda im. Georga Büchnera
- 2001: Spycher: Literaturpreis Leuk[1]
- 2004: Nagroda kraju związkowego Sachsen-Anhalt im. Friedricha Nietzsche
- 2005: Nagroda miasta Bad Homburg im. Friedricha Hölderlina
- 2006: Berlińska Nagroda Literacka
- 2008: Order Pour le Mérite za zasługi na rzecz nauki i sztuki
- 2009/2010: Wykładowca na Uniwersytecie Johanna Wolfganga Goethego we Frankfurcie
- 2009: Wielki Krzyż Zasługi z Gwiazdą Republiki Federalnej Niemiec (Großes Verdienstkreuz mit Stern der Bundesrepublik Deutschland)
- 2009: Nagroda im. Samuela Bogumiła Lindego
- 2009: Stypendium Niemieckiej Akademii Rom Villa Massimo
- 2012: Nagroda szwedzkiego miasta Västerås im. Tomasa Tranströmera
- 2012: Laureat Nagrody Literackiej Miasta Gdańska Europejski Poeta Wolności[2]
- 2020: Międzynarodowa Nagroda Literacka im. Zbigniewa Herberta[3]

## Twórczość
W swoich pracach porusza tematy z obszaru nauk przyrodniczych (fizyka kwantowa, neurologia) i filozofii.
- Grauzone morgens. Gedichte. Suhrkamp Verlag, Frankfurt am Main, 1988.
- Schädelbasislektion. Gedichte. Suhrkamp Verlag, Frankfurt am Main, 1991.
- Falten und Fallen. Gedichte. Suhrkamp Verlag, Frankfurt am Main, 1994.
- Den Teuren Toten. 33 Epitaphe. Suhrkamp Verlag, Frankfurt am Main, 1994.
- Von der üblen Seite. Gedichte. Suhrkamp Verlag, Frankfurt am Main, 1994.
- Die Schweizer Korrektur (zusammen mit Brigitte Oleschinski und Peter Waterhouse). Urs Engeler Editor, Göttingen, 1995.
- Den Körper zerbrechen. Rede zur Entgegennahme des Georg-Büchner-Preises. Suhrkamp Verlag, Frankfurt am Main, 1995.
- Galilei vermißt Dantes Hölle und bleibt an den Maßen hängen. Aufsätze 1989-1995. Suhrkamp Verlag, Frankfurt am Main, 1996.
- Nach den Satiren. Gedichte. Suhrkamp Verlag, Frankfurt am Main, 1999.
- Gehirn und Denken. Kosmos im Kopf. Hatje Cantz Verlag, Ostfildern, 2000.
- Reise, Toter. Hörspiel mit Ulrike Haage. Sans Soleil, Bonn, 2001.
- Das erste Jahr. Berliner Aufzeichnungen. Suhrkamp Verlag, Frankfurt am Main, 2001.
- Erklärte Nacht. Gedichte. Suhrkamp Verlag, Frankfurt am Main, 2002.
- Una Storia Vera. Ein Kinderalbum in Versen. Insel Verlag, Frankfurt am Main 2002, Insel-Bücherei, 1237.
- Warum schriftlos leben. Aufsätze. Suhrkamp Verlag, Frankfurt am Main, 2003.
- Vom Schnee oder Descartes in Deutschland. Suhrkamp Verlag, Frankfurt am Main, 2003.
- An Seneca. Postskriptum. Suhrkamp Verlag, Frankfurt am Main, 2004.
- Von ganzem Herzen. Nicolai Verlag, Berlin, 2004.
- Berenice. Ein Libretto nach Edgar Allan Poe für eine Oper von Johannes Maria Staudt. Suhrkamp Verlag, Frankfurt am Main, 2004.
- Antike Dispositionen. Aufsätze. Suhrkamp Verlag, Frankfurt am Main, 2005.
- Porzellan. Poem vom Untergang meiner Stadt. Suhrkamp Verlag, Frankfurt am Main, 2005.
- Mizantrop na Capri: historie/ wiersze, 2011 (Der Misanthrop auf Capri. Historien und Gedichte. Suhrkamp Verlag, Frankfurt am Main, 2005).
- Strophen für übermorgen. Gedichte. Suhrkamp Verlag, Frankfurt am Main, 2007.
- Liebesgedichte. Gedichte. Insel Verlag, Frankfurt am Main, 2008.
- Der cartesische Taucher. Drei Meditationen. Suhrkamp Verlag, Frankfurt am Main, 2008.
- Lob des Taifuns. Reisetagebücher in Haikus. Insel Verlag, Frankfurt am Main 2008, Insel-Bücherei, 1308.
- Die Bars von Atlantis. Eine Erkundigung in vierzehn Tauchgängen. Suhrkamp Verlag, Frankfurt am Main, 2009.
- Vom Stellenwert der Worte. Frankfurter Poetikvorlesung 2009. Suhrkamp Verlag, Berlin, 2010.
- Aroma. Ein römisches Zeichenbuch. Suhrkamp Verlag, Berlin, 2010.
- Koloß im Nebel. Gedichte. Suhrkamp Verlag, Berlin, 2012.
- mit Aris Fioretos: Avtalad tid: samtal, schwedisch/deutsch. ersatz, Stockholm, 2012.
- Cyrano oder Die Rückkehr vom Mond. Suhrkamp Verlag, Berlin, 2014.

## Tłumaczenia
- Die Perser, Ajschylos, Suhrkamp Verlag, 2001.
- Thyestes, Seneka, Insel, 2002.
- Sieben gegen Theben, Ajschylos, Suhrkamp Verlag, 2003.